# ГЕС Гіз-Галаси
39°10′46″ пн. ш. 47°01′59″ сх. д. / 39.179338° пн. ш. 47.032936° сх. д.
ГЕС Гіз-Галаси (азерб. Qız Qalası SES, перс. سد قیز قلعه‌سی) — гребля з ґрунтових матеріалів на річці Аракс, нею проходить міжнародний кордон між Азербайджаном та Іраном . 

Розташована у Джебраїльському районі Азербайджану та повіті Хода-Афарин провінції Східний Азербайджан, Іран, за 12 км вниз за течією від ГЕС Хода-Афарин. 
 
Побудована як для виробництва електроенергії, так і для зрошення рівнин у регіоні, це третій спільний проект Азербайджану та Ірану на річці Аракс. 

Водосховище Гіз-Галаси забезпечить водою 12 000 га землі. 

## Історія
Основними цілями будівництва греблі Гіз-Галаси були виробництво гідроелектроенергії та зрошення. 
Проект був розроблений відповідно до угоди між Радянським Союзом та Іраном у жовтні 1977 року. 

У 1993 році територія, де планувалося побудувати дамбу, була окупована Республікою Нагірний Карабах.
Під час першого офіційного візиту 28 червня — 2 липня 1994 року президента Азербайджану Гейдара Алієва до Ірану було підписано меморандум про реалізацію проекту. 

У лютому 2016 року уряди Азербайджану та Ірану підписали угоду про співпрацю в галузі будівництва, експлуатації, використання енергетичних і водних ресурсів водосховищ Хода-Афарин і Гіз-Галаси. 

18 жовтня 2020 року Азербайджан повернув контроль над своєю стороною дамби. 

19 травня 2024 року президент Азербайджану Ільхам Алієв і президент Ірану Ібрагім Раїсі зустрілися на місці будівництва гідроелектростанції Гіз-Галаси, щоб урочисто відкрити її, а також ввести в експлуатацію ГЕС Хода-Афарин. 

Пізніше того ж дня Раїсі та інші високопоставлені іранські чиновники загинули в аварії вертольота на шляху до Тебрізу. 

## Технічні характеристики
Гребля має довжину пасма 834 м та висоту 37 м. 
Об'єм водосховища 62 млн м³. 
Продуктивність водоскиду 3440 м³/с. 